# Fabrique d'automobile belge
Pour les articles homonymes, voir FAB.
La Fabrique d'automobile belge est une ancienne marque de véhicules automobiles fabriqués de 1912 à 1914. Les voitures étaient produites rue Destouvelles à Schaerbeek, commune de la région de Bruxelles-Capitale.
C'est dans les installations rachetées à l'ancienne firme automobile Vivinus à Schaerbeek que la FAB commença sa production.
F.A.B produisait deux types de véhicules. Le Type C
12/16 ch avec un moteur quatre cylindres avait un alésage de 75 mm et une course de 120 mm. Le moteur générait ainsi la puissance maximale de 16 ch à partir de 2120 cm³. Le moteur monobloc était équipé d’un système d’allumage par magnéto haute tension  BOSCH. Un carburateur de la société Zenith fournissait l’alimentation en carburant. Le véhicule était équipé d’une boîte de vitesses à quatre rapports. Les freins n’agissaient que sur les roues arrière. La deuxième option de freinage agissait sur un tambour à la sortie de la transmission. F.A.B. a été l’un des premiers constructeurs à livrer ses châssis avec des roues amovibles.
Le Type B avait également un moteur à quatre cylindres. La cylindrée de 3562 cm³ a été obtenue avec un alésage de 90 mm et une course de 140 mm. La puissance nominale 20/28 ch doit être supposée pour l’imposition à 20 ch et la puissance de freinage réelle à 28 ch. Le véhicule disposait également d’une boîte de vitesses à quatre rapports et du même contenu technique que le Type C.
La Première Guerre mondiale mit prématurément fin au développement de cette marque.